# Les Copains dans l'espace
Série Air Bud
Les Copains des neiges
(2008) Les Copains fêtent Noël
(2009)
Pour plus de détails, voir Fiche technique et Distribution.
Les Copains dans l'espace ou Les Tobby dans l'espace au Québec (Space Buddies) est un film américain réalisé par Robert Vince (en), sorti directement en vidéo en 2009.
C'est le troisième film de la série Air Buddies, mettant en vedette de jeunes Golden Retrievers.

## Synopsis
Les cinq chiots de Buddy se retrouvent malgré eux dans une navette spatiale en partance pour la Lune. Pour retourner chez leur maître, ils devront déjouer le sabotage du Dr.Finkel, qui veut à tout prix que la mission de ce vaisseau échoue, et sauver le chien Sputnik qui veut retrouver son jeune maître mais qui est gardé par un astronaute russe vivant à bord d'une plateforme spatiale.

## Fiche technique
- Titre : Les Copains dans l'espace
- Titre québécois : Les Tobby dans l'espace
- Titre original : Space Buddies
- Réalisation : Robert Vince
- Scénario : Robert Vince et Anna McRoberts
- Musique : Brahm Wenger
- Photographie : Kamal Derkaoui
- Montage : Kelly Herron
- Production : Anna McRoberts et Robert Vince
- Société de production : Walt Disney Home Entertainment et Keystone Entertainment
- Pays :  États-Unis et  Canada
- Genre : Aventure, comédie et science-fiction
- Durée : 84 minutes
- Dates de sortie : 
  -  États-Unis : 3 février 2009
  -  France : 25 mars 2009

## Distribution

### Acteurs
- Bill Fagerbakke (VF : Érik Colin ; VQ : Michel M. Lapointe) : Pi
- Diedrich Bader (VF : Mark Lesser ; VQ : Louis-Philippe Dandenault) : Yuri
- Kevin Weisman (VF : Guillaume Lebon ; VQ : Jean-Jacques Lamothe) : Dr Finkel
- Lochlyn Munro (VF : Tristan Petitgirard ; VQ : Tristan Harvey) : Slats Bentley
- Ali Hillis (VF : Karine Foviau ; VQ : Aline Pinsonneault) : Astro Spalding
- Pat Finn (en) (VF : Marc Séclin) : Bill Wolfson
- Nolan Gould (VF : Enzo Garbo ; VQ : Célia Gouin-Arsenault) : Sam
- Wayne Wilderson (VF : Bruno Henry) : Tad Thompson
- Reese Schoeppe (VF : Elliot Coulpier ; VQ : Vassili Schneider) : Sasha
- Nico Ghisi (VF : Antoine Buchez ; VQ : Caroline Lamonde) : Bartleby
- Quinn Lord (VF : Achille Germain ; VQ : Samuel Jacques) : Pete
- Gig Morton (en) (VF : Florentin Crouzet) : Billy
- Sophia Ludwig (VF : Juliette Buchez) : Alice
- Taku Kawai (VF : Paolo Palermo) : Karl
- Michael Teigan : le shérif-adjoint Dan

### Voix
- Skyler Gisondo (VF : Léo Caruso ; VQ : François-Nicolas Dolan) : Bandit (B-Dawg en VO)
- Field Cate (en) (VF : Simon Darchis ; VQ : Alice Dorval) : Bouddha (Buddha en VO)
- Liliana Mumy (VF : Rebecca Benhamour ; VQ : Laëtitia Isambert-Denis) : Rosabelle (Rosebud en VO)
- Henry Hodges (en) (VF : Lewis Weill ; VQ : Léa Coupal-Soutière) : Craspouët (en VF) / Bouboue (en VQ) (Mudbud en VO)
- Josh Flitter (en) (VF : Sacha Darchis ; VQ : Aliocha Schneider) : Patapouf (Budderball en VO)
- Jason Earles (VF : Laurent Kérusoré ; VQ : Nicolas Bacon) : Spoutnick, un Bull Terrier
- Amy Sedaris (VF : Zaïra Benbadis ; VQ : Claudia-Laurie Corbeil) : Gravité, un putois à pieds noirs

 Source et légende : version française (VF) sur RS Doublage et version québécoise (VQ) sur Doublage Québec

## Autour du film
- Le tournage du film a eu lieu dans cinq endroits différents, mais tous sont en Colombie-Britannique au Canada.